# Beerwin’s PlainHTML
A Beerwin’s PlainHTML egy többablakos, honlapok készítését megkönnyítő ingyenes szoftvercsomag volt. A programot oly módon állították össze, hogy az útmutatóul is szolgáljon a még kezdőknek, ugyanakkor alkalmas legyen haladóknak is.
A HTML-en kívül beépített funkciói vannak PHP szerkesztéséhez, valamint bővítményein keresztül CSS, SQL (MySQL dialektus), sima szöveg szerkesztéséhez is.
Tartalmaz egy kódrészlet-adatbázist, amely lehetővé teszi kódrészletek beillesztését, megosztását és rendezését.
Jelenlegi verziószáma 7.0. Csak Windows rendszereken futtatható, Windows XP vagy újabb alatt.
A projektet már nem fejlesztik.

## Verziótörténet
1.0 - 2004 nyarán jelent meg.: Ez a verzió egy kezdetleges szövegszerkesztő volt, amely tartalmazott pár gyors HTML-kód beillesztéséhez használatos eszközt, de még nem igazán volt alkalmas HTML szerkesztésére.
2.0 - 2005 júliusában adták ki.: Hosszú szünet után jelent meg, és ez volt az első verzió, amelyet már használni lehetett HTML szerkesztésére, tartalmazott színválasztót, külső segédprogramokat, és feljavított memóriakezelőt. Ezenfelül helyet kapott egy kis Tag könyvtár is, szerkeszthető elemekkel, valamint egy gyors eszköztár is. Több javító- és bővítő változata jelent meg.
3.0 - 2006. március: Beépített és bővíthető táblázatminta-adatbázissal, teljes Tag listával, és átalakított felhasználói felülettel jelent meg, valamint bővült a HTML szerkesztéséhez használatos eszköztára is. Ebbe a verzióba építettek először dokumentumlistát az előzőleg megnyitott dokumentumokról.
3.1 - 2006. március 31.: A 3.0-s feljavított változata, ebben a verzióban kezdtek a HTML kezdőkre is gondolni, és ez volt az első, amelyet már szélesebb körben is használni kezdtek. A szerkesztő szintaxiskiemelést is tartalmazott, de hatalmas hátránya a sortörés hiánya és egyes varázslók szembetűnő hiányosságai voltak, valamint csak egy dokumentumot tudott nyitva tartani egyszerre. Ugyanebbe a verzióba ültettek először kódrészlet-gyűjteményt, de ez még nem volt bővíthető. Tartalmazott egy kezdetleges DHTML menükészítőt. Beépített táblázatmintákat is tartalmazott. Ez bővíthető volt, de a 4.0 verzióig nem voltak újabb táblázatminták.
3.5 - 2007. január 10.: Ez a változat egy teljesen újraírt magra épült, többablakos szerkesztője volt, a dokumentumlistát a menübe helyezték át, Apache szervert támogatott és programozói segédleteket is tartalmazott. Bővült a kódrészlet-gyűjteménye is. Ez volt az első változat, amellyel részletes dokumentáció is érkezett. Az első kiadás, amely bővíthető volt. Ez a tulajdonság egyelőre csak kísérleti jellegű volt, nem voltak hozzá kapható bővítmények. Több javító és bővítő változata jelent meg
4.0 - 2007. július 31.: Feljavított bővítménykezelőt kapott, egy pár új bővítménnyel, új szintaxis-kiemelővel, sortöréssel, 4 új gyorslistával a Tag lista mellé. Ezenfelül bővült a színválasztó is. A program valódi többablakos szerkesztőként viselkedik, az összes újonnan megnyitott dokumentumot a saját ablakában nyitja meg. Javult a "Visszavonás" parancs és az "Ismét" parancs is helyet kapott. Beleépítettek ezenfelül egy HTML Tidy alapú HTML validátort is, amely egyelőre csak hibakeresésre volt használható.
4.5 - 2007. szeptember 1.: Legfontosabb újításai a PHP hibakeresés(az Apache-támogatás mellé) és a HTML Tidy képességeinek jobb kihasználása voltak. Ezenkívül egy "Dokumentum tulajdonságai" ablak segítségével képet adott arról is, hogy bizonyos sebességű internet-kapcsolatokon mennyi idő alatt tölthető le az éppen szerkesztett oldal. Egy másik fontos újítás a beépített dokumentumsablonok támogatása. Ez később bővíthetővé vált.
Javult a felhasználói felület is.
5.0 - 2007. november 9.
Újdonságok: HTML struktúra-nézet és Objektumkezelő, beépített, gyors szerkesztést lehetővé tévő FTP-kliens. Ezt a verziót követően vált a program igazán ismertté. Beépített kódkiegészítőt tartalmazott, egyszintű listával (ezt a tulajdonságot még nem igazán lehetett használni). A kezdeti változat sok hibája miatt ez szorult a legtöbb bővítésre. Egy hónap alatt négy javított kiadásra volt szükség.
5.1 - 2007. december 28.: Bővíti és bővíthetővé teszi a kódrészlet-gyűjteményt, egy külső gyűjteménykezelővel, amellyel a saját kódrészletek megoszthatóvá válnak. Bővítő kiadásai hozzáadtak egy automatikus mentéskészítő programot. Ennek hátránya, hogy 2GB-nál nagyobb archívumokat nem tud készíteni, és darabolásra sem képes. Javult a bővítmények betöltési sebessége is, de a programnak viszonylag sok időre volt szükség az elinduláshoz. Ezt a későbbiekben kijavították azzal, hogy eltávolították a menübejegyzéseket. Egy újabb bővítőkiadás (5.1.4) a szintaxiskiemelőt beállíthatóvá tette, aszerint, hogy XHTML, vagy HTML 4 szerkesztésére állítottuk-e be. Itt kapott helyet a PHP, Javascript, CSS és más webre alkalmazható nyelvek szintaxis-kiemelése is.
5.2 - 2008. május 6.: Javult a kódkiegészítő lista, alkalmassá vált PHP és CSS szerkesztésére is. A program beállítás-állományának formátuma is megváltozott. Ez a verzió nem kompatibilis az előzőekkel.
5.5 - 2008. május 24.: Javult és megváltozott a bővítménykezelés, bármelyik Tag eszköztárra helyezhetők bővítmények. Ez volt az első változat, amely több mint 30 új bővítménnyel érkezett, és kiadásra került az első bővítménycsomag is. Ez a változat sem kompatibilis az előzőekkel. Ez volt az első kiadás, amely már Web Suite néven fut. A honlapon még PlainHTML néven keresendő.
5.6 - 2008. július 2. és 5.7 - 2008. július 20. Nyelvérzékeny kódkiegészítőt tartalmaz, és kibővített előnézet-ablakot építettek bele. Ez volt az utolsó változat, amelyet hordozható kiadásban is le lehetett tölteni.
6.0 - 2008. november 27. Teljesen új, Windows Vista rendszerhez jobban illeszkedő felhasználói felülettel érkezett, de ami talán ennél is fontosabb, hogy támogatta a több felhasználós rendszereken való futtatást és ez volt az első kiadás, amely az akkor még újnak számító Windows Vista operációs rendszer alatt képes volt futni (az előző változatok nem voltak erre képesek, ha a Felhasználói fiókok felügyelete be volt kapcsolva). Ebben lehetett először reguláris kifejezések segítségével keresni, illetve cserélni a kódszerkesztőben. Egy egyszerű projektkezelőt is beleépítettek, de ez még nem igazán volt használható (a program későbbi frissített kiadásaiban még bővítették ezt a funkciót). Egy különleges funkcióval bővült a színválasztó ablak, amelynek segítségével be lehetett tölteni egy létező képet (többek között PSD, PNG, JPG, TIF, BMP formátumokat is), amelyből a már ismert módszerrel lehetett színeket kiválasztani.
A hibakereső is bővült, automatikusan kiemelte az első hibás sort a kódban, valamint a hibalistán való kattintással az épp kijelölt hiba sorát.
6.1.1 Olyan újításokat hozott, amelyek nagyon hiányoztak már a programból, mint:
1. Diff (képes összehasonlítani két állományt és megmutatni a különbségeket)
2. Webes kereső (a beírt kulcsszavakra a kiválasztott kereső eredménylistáját nyitja meg az alapértelmezett böngészőben)
3. MySQL tallózó (képes SQL parancsok futtatására, és néhány egyszerűbb művelet elvégzésére - hátránya volt, hogy csak ugyanarra a gépre telepített MySQL adatbázissal működött, de ezt később kijavították a 7.0 első bétájában)
4. Szöveg alapú vágókönyv
7.0 - 2009. december 22. (jelenlegi kiadás) - Az első kiadás, amelyet béta tesztelés előzött meg.
Legnagyobb újítása a WYSIWYG szerkesztő, amely most már megkönnyíti a hosszú szövegek beírását, támogatja a formázott vágólaptartalmat. Hátránya, hogy nem tarja meg az eredeti kódformázást, de ebben rejlik egyik előnye is: a kódszerkesztő beállításaihoz igazodva (HTML 4, XHTML1) karbantartja a kódot, így az mindig érvényesíthető.
Ezenkívül javítottak a szintaxiskiemelő motoron is, többek között képes szétválasztani a PHP, CSS, Javascript, valamint HTML kódot ugyanazon a fájlon belül, és csak azt a kódot kiszínezni, amelyben a kurzor található.
Javult az FTP kliens ideiglenes fájlkezelése, ezenkívül CSS validátort is kapott. A Tag listák egy fastruktúra-nézetbe kerültek, amely könnyebbé tette a használatukat. Javult az ablakkezelés is, és újabb funkciókkal is bővült.
Mivel sok funkció került bele a programba, és a segédprogramok sem frissültek a kiadások között, a segédprogramok listája leszűkült, csak a legszükségesebbek maradtak meg.
Ezeken kívül sok, az előző kiadásokban felmerülő hibát kijavítottak, stabilabbá téve a programot.
Eldobták a beépített kézi hibajelentőt, ehelyett a súgó menüből közvetlenül elérhető a honlapon lévő fórum és hibakövető, ezzel naprakésszé és gyors lefolyásúvá téve a felhasználók támogatását. A válaszidő 1-2 hétről 1-2 napra csökkent.
A projektkezelés is bővült, most már bárhová áthelyezhető egy projekt mappája, most már relatív útvonalakat is használhatunk, teendő lista is került a kalapba.

## Előnyei
- Felgyorsítja a HTML, PHP és CSS állományok szerkesztését, és olyan formában, hogy segítségére legyen a kezdőknek is.
- Egyszerre több dokumentummal dolgozhatunk, FTP-n keresztül is.
- A nyitott ablakok listája menthető, és ez alapján később újra betölthető.
- Kézi frissítés-ellenőrzője révén hamar juthatunk frissített, vagy új kiadáshoz.
- Beépített kézi hibabejelentője lehetővé teszi a kapcsolatfenntartást a kiadóval.
- Az vele készített HTML oldalak érvényesíthető HTML kódot tartalmaznak.
- Nyitó- és zárótag-ek párosítása lehetővé teszi, hogy könnyebben eligazodhassunk a kódban.
- Projektekbe csoportosíthatóak az egymáshoz kapcsolódó állományok
- Vizuális szerkesztés

## Hátrányai
- Több ezer soros dokumentumok betöltése viszonylag lassú.
- Közepes gépigény (Futáskor legalább 150 MB memória és egy 2GHZ. processzor szükséges)
- Viszonylag nagy letöltési méret (~40 MB)
- nagy merevlemezigény (~160 MB)
- IE függőség (az online funkciók és a vizuális szerkesztő esetében: frissítés-ellenőrzés, hibabejelentés).
- A vizuális szerkesztőben lévő apró, de néha bosszantó hibák.